# Мосли (мини-сериал)
Мо́сли (англ. Mosley) — 4-серийный британский мини-сериал, вышедший в 1998 году на телеканале Channel 4 (впервые транслировался с 12 февраля по 5 марта этого года), повествующий о жизни фашистского деятеля Освальда Мосли в период между первой и второй мировыми войнами.
В главной роли — Джонатан Кейк; режиссёр — Роберт Найтс; сценаристы — Морис Грэн, Лоренс Маркс, а также Николас Мосли (сын фашистского деятеля), его книги «Правила игры» (англ. Rules of Game) и «За гранью» (англ. Beyond of Pale); продюсеры — Йен Скейф, Ирвинг Тайтельбаум; композитор — Баррингтон Фелунг.
Сериал вышел в формате VHS и DVD.

## Сюжет
Первая серия мини-сериала посвящена периоду с 1918 по 1920; вторая — с 1924 по 1927 год. Третья (период с 1929 по 1932) и четвёртая (с 1933 по 1940 год) серии посвящены фашистскому этапу деятельности Освальда Мосли.

## В ролях
Основные:
| Актёр            | Роль                |
| ---------------- | ------------------- |
| Джонатан Кейк    | Освальд (Том) Мосли |
| Джемма Редгрейв  | Синтия Кёрзон       |
| Хью Бонневилль   | Боб Бусби           |
| Флора Монтгомери | Баба                |
| Ральф Райч       | Рамсей Макдональд   |
| Уиндсор Дейвис   | Дэвид Ллойд Джордж  |
| Нэш Гресби       | Фрути Метфалк       |
| Кен Джонс        | Джеймс Генри Томас  |
| Пол Айрлэнд      | Аллан Ян            |
| Роджер Май       | Джон Стрейчи        |
| Эрик Аллан       | Филипп Сноуден      |
| Орландо Уэллс    | Сесил Битон         |
| Бервик Калер     | Артур Хендерсон     |
| Артуро Венегас   | Дино Гранди         |